# マニラ・ライトレール1200形電車
1200形は、フィリピンの首都・マニラでライト・レール・トランジット・オーソリティ（Light Rail Transit Authority、LRTA）が運営するマニラ・ライトレール・トランジット・システムで使用される電車の1形式。日本の鉄道車両メーカーによって製造され、2007年から営業運転を開始した。

## 導入までの経緯
フィリピンの首都・マニラの通勤鉄道網であるマニラ・ライトレール・トランジット・システムのうち、LRT1号線（LRT Line 1）は1984年12月に開業した最初の路線で、マニラ旧市街を含む西部海岸沿いの区域を南北に結ぶ高架複線路線である。開業以降利用客は増加を続け、1990年代後半から2000年代初頭には車両の故障や保守の不備などによる列車本数の減少や運賃値上げにより一時減少したが、2004年以降実施された輸送力増強プロジェクトの結果、翌2005年以降は再度乗客は増加し、慢性的な混雑が続く状況に陥った。そこでマニラ・ライトレールでは2007年3月の完成を目標とした新たな輸送力増強プロジェクト（Phase-II）の実施が決定され、自動列車保護装置（ATP）の導入、軌道や架線の改修など大規模な改修工事を実施する事で、運転間隔を最短112秒（1分52秒）へ縮め列車本数を増加する事となった。
このプロジェクトは、2005年に建設契約に調印した日本の商社である住友商事と伊藤忠商事によるジョイントベンチャーを中心に行われたが、その一環として本数増加に伴う48両分の新型車両の調達も実施される事となり、同じく日本の鉄道車両メーカーである近畿車輌と日本車輌製造が24両ずつ製造する事が決定した。そして2006年12月に最初の車両が完成したのが、LRT1号線における3世代目（Third Generation）の車両となった1200形電車である。

## 概要

### 外観・内装
2車体連接式の車両を4両繋いだ4両編成を基本としており、全車両とも主電動機を有する電動車だが、先頭の2両は片側に運転台がある一方、中央の2両は運転台が設置されていない。車体の連接部は、近畿車輛がアメリカ各地へ納入した連接式電車に用いられた機構が採用され、貫通幌で繋がった2車体間は往来可能となっている。
高架軌道への重量負担を少なくするため、構体はステンレスによって作られ強度が保たれる一方、骨組にアルミニウム、室内パネルに軽量複合材を用い、骨自体の数も減らすなど軽量化が図られている。また、LRT1号線は車庫内に最小半径27 mという急曲線が存在するため、先頭・中間車双方とも車端部が絞り込まれている。そのため車両間に貫通路などは設置されておらず、車体間とは異なり行き来は不可能である。各車体には両側に2箇所ずつ両開きの乗降扉が設置されている。先頭部は連結器が設置されておらず、車体下部にはアンチクライマーが備わっている。
塗装は従来の車両にも用いられている青色や黄色が引き続き使われ、無機質なステンレスの車体へのアクセントとして乗降扉が青色に塗られている他、運転台側に黄色の繊維強化プラスチック（FRP）製の装飾が施されている。また運転台部分は前面黒色となっており、従来車と大きく塗装パターンが変更されている。
内装はマニラの景観に合わせ濃淡グリーンで塗装され、座席はFRP製のロングシートとなっている。握り棒も含め、車内は人間工学に配慮した配置や寸法となっているのが特徴である。またバリアフリーに対応し、車椅子スペースが中間車の連接部分に1箇所設置されている。

側面図
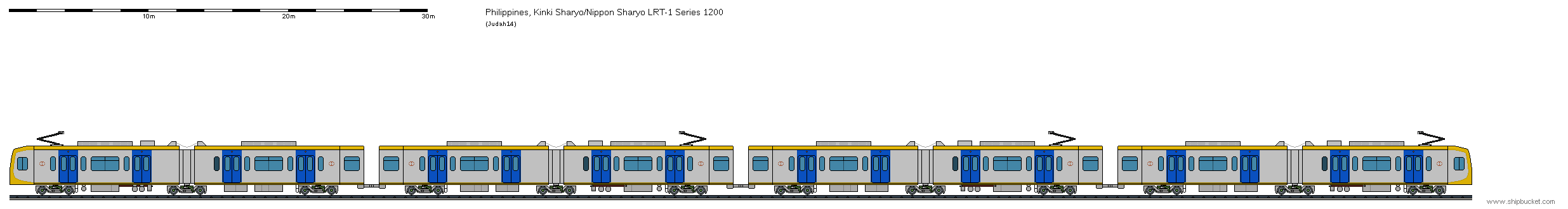

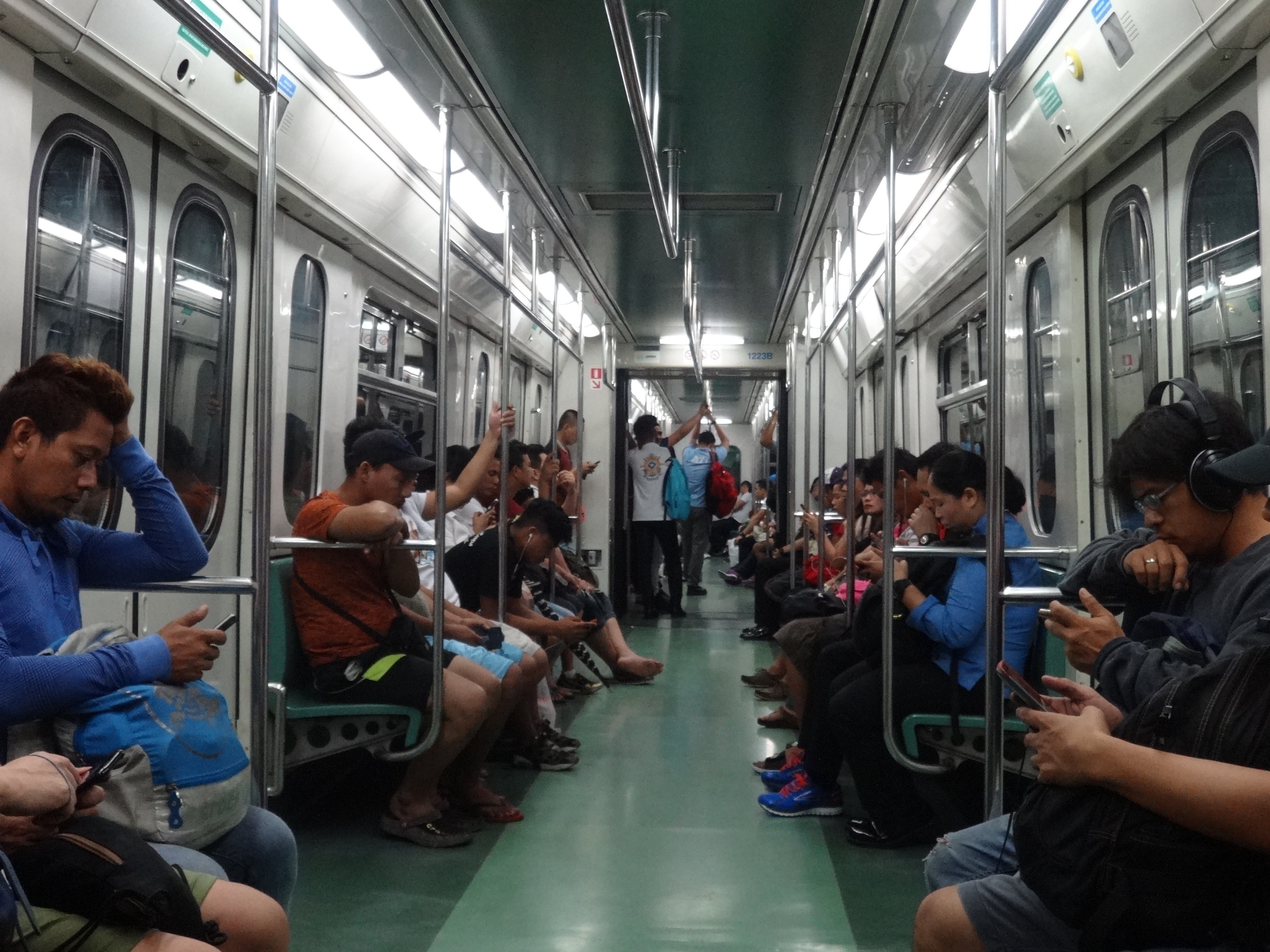
連接面は貫通幌で繋がっており車体間の移動が可能である

### 台車・機器
台車は両端に電動台車が2台、連接部に付随台車が1台設置され、双方とも近畿車輛がアメリカ向けに納入する路面電車車両に採用されたインサイドフレーム方式を導入する事で軽量化やメンテナンスの簡素化が図られている。車輪はメンテナンスを考慮し、2世代目の1100形電車と同様の弾性車輪が用いられている。そのため電動台車の車軸にもディスクブレーキが取り付けられており、駆動装置は二段減速式を採用している。軸受支持装置にはシェブロンゴムが使われる。
出力105 kwの主電動機は各電動台車に2基、1両につき4基設置され、IGBT素子を用いたVVVFインバータ制御装置によって制御される。制動装置はクノールブレムゼが製造した、回生ブレーキと空気ブレーキを併用する電気指令式ブレーキで、屋根上には回生ブレーキの補助用として発電ブレーキ機能を搭載した抵抗器が備わっている。制御弁は各台車毎に設置されている。
クーラー（47.7 kW、41,000 kcal）は1車体に1台、4両編成で合計8台が屋根上に設置され、混雑時でも快適な車内環境が維持されるよう大容量のものが用いられている。一方で熱帯地域を走行するためにヒーターは設置されていない。このクーラー等に電力を供給する補助電源装置は、交流440V・80kVAのものを1両につき1台ずつ存在する。
集電装置はシングルアーム式パンタグラフを用い、各車両の車端部に1台搭載されている。

## 運行
製造は2006年から始まり、8月に最初の車両が日本から輸出された。12月9日にマニラで実施された納入セレモニーでは、フィリピンのグロリア・アロヨ大統領（当時）に加えフィリピンを訪問していた日本の安倍晋三内閣総理大臣も出席し、1200形への試乗が行われた。そして信号システムとの組み合わせの確認などの試験を実施したのち、2007年3月から営業運転を開始した。
同年内に全車両の納入が完了し、2016年の時点で全48両（4両編成12本）が在籍する。